# Rafael Ithier
Rafael Ithier Natal (Río Piedras, San Juan, Puerto Rico, 29 de agosto de 1926) es un músico, arreglista, compositor y pianista puertorriqueño, fundador, director y propietario del Gran Combo de Puerto Rico.
De origen humilde, el líder de los ya legendarios «Mulatos del Sabor» es hijo de los mayagüezanos Nicolás «Macaco» Ithier y Mérida Natal. Aunque vio la primera luz en la populosa barriada sanjuanera de Puerta de Tierra, se crio en el barrio Monacillos, en Río Piedras. A la edad de ocho años quedó huérfano de padre. Entonces, su progenitora, de oficio costurera, se vio precisada a echarse la carga de la manutención de su familia, que también incluía a Esperanza y Ana Luisa. A la edad de 10 usó por primera vez la guitarra teniendo que abandonar la escuela por factores económicos, trabajando en diferentes oficios, al mismo tiempo que seguía estudiando música.
Por los años 40, siendo un adolescente se unió al Conjunto Hawaiano, pasando por el conjunto Taoné, luego pasó por el Conjunto del Pueblo, por los 50 fue reclutado por el ejército estadounidense, en New York forma The Borinqueneers Mambo King. A su retorno a Puerto Rico se integró a Cortijo y su Combo en el cual permaneció por varios años hasta la desintegración del grupo en 1962. Luego sería líder de los Mulatos del Sabor.
El líder, pianista y director musical de El Gran Combo de Puerto Rico fue uno de los fundadores, luego de desintegrarse Cortijo Combo, decidió retirarse para estudiar Banca, Luego pensó en estudiar derecho. Después de la visita de Rafael y Guillermo Álvarez Guedez,  ambos propietarios de Disco Gema, y quienes tras una insistente solicitud llegan a convencer a Rafael Ithier, quién a la fecha es uno de los líderes de la salsa por más de cinco décadas.

## Discografía (parcial)
- 1962 Menéame los Mangos
- 1963 De Siempre
- 1970 Estamos Primeros
- 1971 De Punta a Punta
- 1972 Por el Libro
- 1973 En Acción
- 1973 5
- 1974 Disfrútelo Hasta el Cabo!
- 1975 7
- 1977 Internacional
- 1978 En las Vegas
- 1978 Los Años de Andy Montañez Con el Gran Combo
- 1979 ¡Aquí No Se Sienta Nadie!
- 1980 Unity
- 1981 Happy Days
- 1982 Nuestro Aniversario
- 1983 La Universidad de la Salsa
- 1984 In Alaska: Breaking The Ice
- 1985 Innovations
- 1985 Nuestra Música
- 1986 Y Su Pueblo
- 1988 Romántico y... Sabroso
- 1989 Ámame
- 1990 Latin Up!
- 1991 ¡Erupción!
- 1992 ¡Gracias!: 30 Años de Sabor
- 1993 First Class International
- 1994 Puerto Rico: La Ruta del Sabor
- 1995 Para Todos los Gustos
- 1996 Por Todo lo Alto
- 1998 Pasaporte Musical
- 2001 Nuevo Milenio: El Mismo Sabor
- 2004 Aquí Estamos y... ¡De Verdad!
- 2006 Arroz Con Habichuela
- 2010 Sin Salsa No Hay Paraíso
- 2013 50 Aniversario
- 2016 Alunizando